# Liste der Wappen in der Provinz Flevoland
Die Liste der Wappen der Provinz Flevoland zeigt die Wappen der Gemeinden in der niederländischen Provinz Flevoland.

## Flevoland

Flevoland
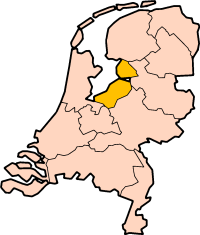
Lage der Provinz Flevoland in den Niederlanden

## Wappen der Gemeinden

Almere
Dronten
Lelystad
Noordoostpolder
Urk
Zeewolde